# Akaigawa
Akaigawa (jap. 赤井川村 Akaigawa-mura) – wieś w Japonii, w prefekturze Hokkaido, w podprefekturze Shiribeshi. Według danych na rok 2020 miejscowość zamieszkiwało 1 165 mieszkańców , a gęstość zaludnienia wyniosła 4,2 os./km². Nazwa wioski wywodzi się od ajnuskiego słowa „hure-pet”, oznaczającego „czerwoną rzekę”.